# Povl Abrahamsen
 Ikke at forveksle med Poul Abrahamsen.
Povl Abrahamsen (født 20. november 1921 i København, død 9. juni 2004) var en dansk arkitekt, grafiker og forfatter, som især spillede en rolle inden for bygningsbevaring.

## Uddannelse
Povl Abrahamsen var søn af ingeniør Axel Abrahamsen og overlærer Elna Sønderkær Larsen og blev først udlært som murersvend i 1937. Året efter fik han afgang fra Københavns Bygmesterskole, og i 1948 tog han afgang som arkitekt fra Kunstakademiets Arkitektskole. Året før, 1947, havde han været noget tid på Marc Rainouts tegnestue i Paris, og fra 1951 til 1959 var Abrahamsen ansat hos arkitekterne Poul Henningsen og Ejnar Borg. I mellemtiden etablerede han i 1954 egen tegnestue.

## Indsats for kortlægning og bevaring af bygningskultur og bymiljøer
Sin væsentligste indsats udøvede Povl Abrahamsen inden for bygningsbevaring. Fra 1953 til 1961 var han leder af Statens Byggeforskningsinstituts Publikationsafdeling, hvor han især fokuserede på bevaringsplaner og -registranter. Efter, at han blev gift 25. september 1948 i Store Magleby Kirke med væveren Lisbeth Helga Calla Schiemann Dich (født 14. juli 1928 i Dragør), datter af læge Poul Henning Dich og Minna Elsebeth Schiemann, blev Dragør et særligt omdrejningspunkt for hans virke. Han var fra 1950 sekretær og arkitekt for Dragør Fredningsnævn, og i 1972 blev Povl Abrahamsen afdelingsarkitekt for Dragør Kommunes Plan- og Byggeafdeling. I dette embede udfoldede han stor aktivitet for at fastholde Dragør som eksceptionelt kulturmiljø, og hans indsats var afgørende for, at byen i dag er så velbevaret, som den er.
Abrahamsen var desuden medlem af bestyrelsen for Dragør Museumsforening 1950-79; medlem af Dragør Lokalarkivråd 1964-79; og af Københavns Amts Museumsråd 1975-79; medlem af repræsentantskabet for Landsforeningen for Bygnings- og Landskabskultur fra 1965; medlem af Hovedstadsrådets Landsbyudvalg 1979-81; sekretær i Dragør Bygningsfredningsnævn fra 1953 samt i Dragør Byfond fra 1972 og i Store Magleby Bevaringsfond fra 1973, hvor han var formand 1983-84. Han var også medlem af repræsentantskabet for Træer og Miljø fra 1982, hvor han promoverede Plant-et-Træ-året, og involveret i Vesterbros Boligaktions arkitektgruppe på Vesterbro i København. endelig var han medlem af dommerkomitéen i Louis Poulsens konkurrence om belysningsdesign i bykvarterer.
I 1990 gik han på pension, men forsatte fra 1991 som konsulent i bevaringssager i Dragør Kommune. Han intensiverede sin forfattervirksomhed, og i 1994 udkom den arkitektur- og kulturhistoriske bog Den danske enkelhed: Et samfund og dets arkitektur, hvor Abrahamsen argumenterer for, at Danmarks arkitektur altid har været præget at en særlig enkelhed og af minimalisme og mådehold. Synspunktet i bogen deler vandene, fordi forfatteren drager en direkte parallel mellem det danske bondesamfund og velfærdsstatens lighedsideologi på den ene side og den æstetiske formgivning af husene på den anden side, men synspunktet er samtidig udtrykt med stor klarhed og en god portion selvindsigt.
Povl Abrahamsen var æresmedlem i Heinrich-Tessenow-Gesellschaft samt medlem af Deutsche Akademie für Städtebau und Landschaftsplanung, og hans indsats for bevaring indbragte ham i 1981 Heinrich Tessenow-medaljen i guld.

## Grafiker og bogtilrettelægger
Ved siden af sit job i Dragør Kommune var Abrahamsen beskæftiget med bogtilrettelæggelse og virkede som illustrator. I 1983 tegnede han for eksempel årets julemærke for Post- og Telegrafvæsenet. Han underviste i grafisk design på Kunstakademiets Arkitektskole fra 1971 til 1991 og på Den Grafiske Højskole, og han gav kurser i grafisk design for Træbranchens Oplysningsråd og Udenrigsministeriet. 
I 1969 var han medlem Forening for Boghaandværks bedømmelseskomité for årets bedste bogarbejde, og i 1985 modtog han selv Forening for Boghaandværks Ærespris.
Povl Abrahamsens arkiv befinder sig i Dragør Lokalarkiv.

## Arkitekturværker
- Konkurrenceforslag til lejlighedstyper i rækkehuse sammen med Grethe Meyer og Emanuel Johansen
- Genopførelse af nedbrændt 1700-tals hus, Skipperstræde 3, Dragør

## Grafik
- Ole Høyrup, Landbokvinden, 1964 (illustrationer).
- Årets julemærke, 1983

## Forfatterskab
- Træ ABC, 1961.
- (sammen med Erik Dal), The Heart Book, Udenrigsministeriet 1965.
- Royal Wedding, Udenrigsministeriet  1967.
- Træ og Hjul, 1970.
- Træ fra Skov til Brug, 1975.
- Træ og Fest, 1979.
- "Dragør Byplan Bolig Byggeskik", i: Historiske huse i Dragør, 1979.
- "Bevaringsarbejdets 'modernisering'", i: Bygning, By og Land, 3 (april 1986): 18f.
- Bevaring set fra Dragør, 1987.
- Den danske enkelhed: Et samfund og dets arkitektur, Chr. Ejlers' Forlag 1994.